# Рука, качающая колыбель (фильм, 2025)
«Рука, качающая колыбель» (англ. The Hand That Rocks the Cradle) — предстоящий американский триллер режиссёра Мишель Гарза Сервера по сценарию Мики Блумберга. Ремейк одноимённого фильма 1992 года. Главные роли в фильме исполнили Мэри Элизабет Уинстед и Майка Монро.

## Сюжет
После того, как её муж был обвинён в сексуальном насилии и покончил с собой, Клэр Бартел теряет своего неродившегося ребёнка и начинает мстить одной из жертв своего мужа и семье этой женщины.

## В ролях
- Мэри Элизабет Уинстед — Клэр Бартел
- Майка Монро
- Рауль Кастильо
- Мартин Старр

## Производство
Фильм снят студией 20th Century Studios, продюсером выступил Тед Филд от студии Radar Pictures, Майкл Шефер и Майк Ларокка — от студии Department M. В октябре 2024 года переговоры о съёмках в фильме вели Майка Монро и Мэри Элизабет Уинстэд. В ноябре к фильму присоединился Рауль Кастильо, а Монро и Уинстэд официально получили роли в фильме. Мартин Старр присоединился в декабре.
Съёмки начались в декабре 2024 года, завершились к марту 2025 года.